# BMW・K100
BMW・K100は、1983年から1995年まで販売されたBMW製の排気量987ccの自動二輪車である。
それまでほぼ空冷水平対向2気筒のRシリーズ一本槍できたBMWにとって、水冷縦置き4気筒エンジン、ボッシュLジェトロニックによる電子制御燃料噴射、アルミ燃料タンク、オールステンレス製マフラー、乾式クラッチなどコンセプトを一新したKシリーズの第1弾。当初BMWは旧式化しつつあったRシリーズを全面的に置き換える予定であったが、Rシリーズを支持するユーザーの声も大きく、結局Rシリーズも近代化されて併売されつつ現在に至っている。
気筒数は排気ガス対策や騒音対策で4気筒となることは早期に決定したもののV4、水平対向4気筒、スクエア4、パラレル4が検討されたものの軽量化と簡素化の観点からインライン4となった。縦置きとなったのはシャフトドライブと組み合わせた時の効率が良いからである。重心を低くするためシリンダーは90度横に寝かされた。排気量は当初は1.3Lを上限として開発されていたが環境保護ムードの高まりで縮小され、結果的にボアφ67mm、ストローク70mmで987ccとなった。
実際にはエンジン配置によるスペースの制約からインテーク長が十分に取れずたとえ排気量を増大させてもあまりエンジン出力は増加しにくいデザインである。
1988年からオプションでアンチロック・ブレーキシステムを備えている。
BMW・K1100に引き継がれる形で生産を終了した。

## モデル一覧
- K100RS（1983年発売） - 角型ヘッドライトとボディ固定のハーフフェアリングをつけたスポーツモデル。2バルブで90馬力/8000rpm、8.8kgm/6000rpm。1989年まで生産された。シリアルナンバーは0040001から始まり生産台数35562台。
- K100（1983年発売） - ネイキッドモデル。1989年まで生産された。シリアルナンバーは0030001から始まり生産台数12717台。
- K100RT（1984年発売） - ツーリングモデル。大型のフェアリングとツーリング向きのポジションを備えた。1989年まで生産された。シリアルナンバーは0050001から始まり生産台数22332台。
- K100LT（1986年発売） - K100RTのスクリーントップ形状を変更、トップケースを標準装備等快適装備を追加したツーリングモデル。日本仕様では盗難防止警報装置、ハザードランプも装備していた。1991年まで生産された。シリアルナンバーは0180001から始まり生産台数14899台。
- K1（1989年発売） - フルカバードのフェアリングを備えたスーパースポーツモデル。エンジンは4バルブ化され出力が100馬力/8500rpm、10.13kgm/6750rpmに出力向上した。スイングアームがパラレバー化されスロットル開閉に伴う車体挙動が穏やかになった。ミシュランのラジアルタイヤが標準採用され、ステップ位置が上げられており、深いバンク角を取れるようになっている。1993年まで生産された。シリアルナンバーは6365002から始まり生産台数6918台。
- K100RS-4V（1990年発売） - K100RSにK1のエンジンを載せたものと考えられがちだが、どちらかと言えばK1にK100RSの外装を備えたモデル。パラレバー式スイングアームも備えている。K1からの変更点としてはエンジンマウントにラバーブッシュが入っている。またハンドルがK100RSに対して少し幅広で高くなっており、左右ともハンドル切れ角が1度ずつ減少した。1992年まで生産された。シリアルナンバーは6493001から始まり生産台数12666台。